# Misagria
Misagria is een geslacht van libellen (Odonata) uit de familie van de korenbouten (Libellulidae).

## Soorten
Misagria omvat 4 soorten:
- Misagria bimacula Kimmins, 1943
- Misagria calverti Geijskes, 1951
- Misagria divergens De Marmels, 1981
- Misagria parana Kirby, 1889